# Aelurillus afghanus
Aelurillus afghanus – gatunek pająka z rodziny skakunowatych.
Gatunek ten został opisany w 2006 roku przez Galinę N. Azarkinę na podstawie dwóch samic odłowionych w 1963 i 1966 roku.
Pająk o karapaksie długości 2 mm i szerokości 1,8 mm, ubarwionym brązowo z polem ocznym ciemniejszym i opatrzonym białymi łuskami, a policzkami i nadustkiem żółtobrązowymi z białymi włoskami. Nogogłaszczki są żółte z białymi włoskami, a odnóża kroczne brązowożółte. Sternum ma barwę żółtobrązową. Na wierzchu szarożółtej opistosomy znajdują się srebrzyste włoski i niewyraźny, brązowy wzór. Płytka płciowa samicy ma skrzydełka położone poniżej górnych otworów kopulacyjnych oraz małą i zwartą kieszonkę. Jej spermateki są silniej poskręcane niż u podobnego A. nenilini.
Skakun znany wyłącznie z prowincji Nangarhar we wschodnim Afganistanie.